# Jemmy Button

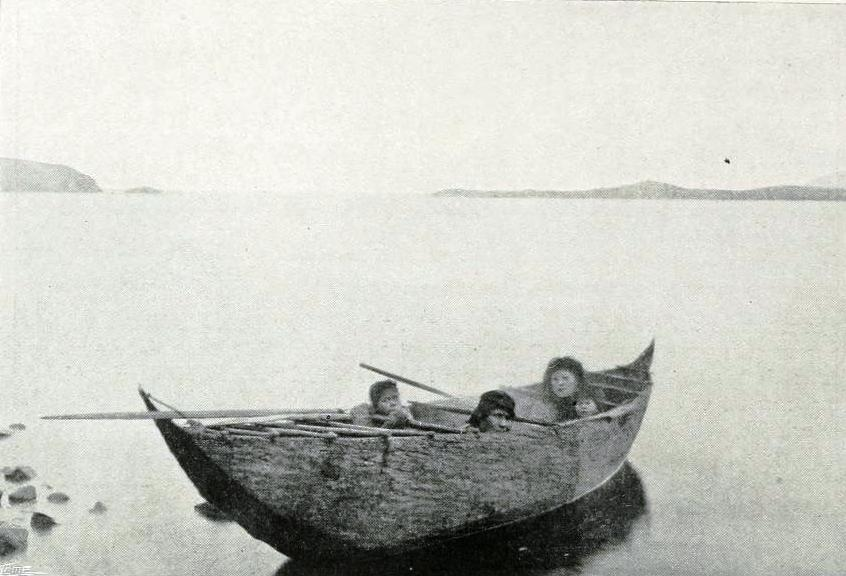
Una famiglia Yagan dentro una canoa

Orundellico, conosciuto come "Jemmy Button" (Terra del Fuoco, 1815 – 1864), era un nativo fuegino della tribù degli Yámana (o Yaghan), abitanti le isole della Terra del Fuoco vicino a Capo Horn, oggi appartenenti a Cile e Argentina.

## Biografia
Orundellico fu portato in Europa assieme ad altri tre fuegini (chiamati York Minster, Fuegia Basket e Boat Memory) dal Capitano FitzRoy sul HMS Beagle e divenne una celebrità nell'Inghilterra dell'epoca. Nel 1830, Robert FitzRoy, al comando della prima spedizione del famoso Beagle, in seguito al furto di un'imbarcazione, nell'attuale Baia Wulaia prelevò un gruppo di ostaggi indigeni e decise di portare quattro di essi con sé. Ebbe grande riguardo di questi, affidò le loro cure a un ufficiale e volle che fossero educati e cristianizzati, per essere poi riportati nelle loro tribù per "civilizzarle". Boat Memory morì di vaiolo appena sbarcato. Secondo l'equipaggio, il quindicenne Jemmy Button fu pagato con un bottone di vetro, e da qui fu scelto per lui questo nome.
Il Beagle arrivò a Plymouth a metà ottobre 1830. I giornali pubblicizzarono i dettagli degli esotici visitatori e questi divennero delle celebrità. A Londra incontrarono il re Guglielmo IV del Regno Unito. La ragazza, Fuegia Basket, ebbe in dono dalla regina Adelaide di Sassonia-Meiningen un cappello, un anello e del denaro. Un anno dopo il Beagle iniziò il viaggio nel quale vennero riportati i tre sopravvissuti nella loro terra, sempre con FitzRoy come capitano e Charles Darwin a bordo come naturalista nel secondo viaggio del HMS Beagle. Sebbene Jemmy non avesse imparato un buon inglese, aveva difficoltà a parlare e capire la lingua della sua tribù. Qui rimase con gli altri due fuegini e un missionario, che però pochi giorni dopo, preso dallo sconforto per l'"inciviltà" dei nativi, ripartì con la nave.
Alcuni mesi più tardi il Beagle tornò sul posto e trovò Jemmy ben diverso dal paffutello vanitoso dei propri abiti inglesi che avevano lasciato: era magro, vestito con solo una pelle, coi capelli lunghi e il viso pitturato. Darwin scrisse in Viaggio di un naturalista intorno al mondo che si vergognava dello stato in cui era e attribuì il suo rifiuto di tornare in Inghilterra alla "giovane e affascinante moglie", Lassaweea. Basket e York Minster erano invece scappati dal villaggio. I tre avevano insegnato le basi dell'inglese agli altri nativi.
Circa vent'anni dopo nel 1855, un gruppo di missionari cristiani, la Società Missionaria della Patagonia, incontrò un fuegino che conosceva alcune parole di inglese: quasi certamente si trattava di Jemmy. Più tardi, nel 1859, 8 componenti del gruppo furono massacrati a Wulaia Bay dai fuegini, probabilmente guidati da Jemmy e dalla sua famiglia. Inoltre venne data alle fiamme la chiesa appena costruita. Catturato dagli inglesi, Jemmy fu sottoposto ad un processo alle Isole Falkland, da cui però venne assolto.

## Nella letteratura
- Bruce Chatwin ha scritto della cattura di Orundellico nel suo libro In Patagonia.
- Negli anni 1950, lo scrittore cileno Benjamin Subercaseaux ha pubblicato il racconto Jemmy Button.
- Un'altra versione romanzata della storia si trova nel libro La Tierra del Fuego di Sylvia Iparraguirre.
- Un resoconto del tempo passato da Jemmy sul HMS Beagle e in Inghilterra si può trovare in This Thing of Darkness di Harry Thompson (2005), edito in Italia dalla casa editrice Nutrimenti con il titolo Questa creatura delle tenebre[3].
- A Jemmy Button si è ispirato lo scrittore Michael Ende per la serie di libri che hanno come protagonista Jim Bottone.
- Jemmy Button, Fuegia Basket e York Minster appaiono nel fumetto Zagor, nella storia Terra del Fuoco pubblicata nel 2014.
- Luis Sépulveda cita Jemmy Button in Patagonia Express quando incontra Bruce Chatwin nel caffè Zurich, a Barcellona